# Valeronitrilo
El valeronitrilo, también llamado pentanonitrilo, butilcianuro y 1-cianobutano, es un compuesto orgánico de fórmula molecular C5H9N. Es un nitrilo lineal de cinco átomos de carbono con un grupo funcional C≡N en el extremo.

## Propiedades físicas y químicas
A temperatura ambiente, el valeronitrilo es un líquido incoloro o ligeramente amarillo que no tiene olor.
Tiene su punto de ebullición a 140 °C mientras que su punto de fusión es de -96 °C.
Posee una densidad inferior a la del agua (ρ = 0,801 g/cm³) y es poco soluble en ella, entre 1 y 5 g/L.
El valor del logaritmo de su coeficiente de reparto, logP = 1,12, indica que es más soluble en disolventes apolares —como el 1-octanol— que en agua.
Su vapor es 3,3 veces más denso que el aire.
En cuanto a su reactividad, el valeronitrilo es incompatible con agentes oxidantes y reductores enérgicos, así como con ácidos y bases fuertes.

## Presencia en el entorno
En la naturaleza, este nitrilo se encuentra en varias especies vegetales del género Brassica.
El valeronitrilo ha sido estudiado en relación con una nueva cepa bacteriana, denominada ANL-iso2(T), obtenida a partir de un cultivo inoculado con sedimentos de un lago de sosa. Dicha bacteria utiliza distintos nitrilos —entre ellos el valeronitrilo— como su único sustrato de crecimiento. El desarrollo en los nitrilos es bifásico, comenzando con una rápida hidrólisis inicial del nitrilo a la correspondiente amida, ácido carboxílico y amoníaco, seguido de una lenta utilización de dichos productos que hace crecer la biomasa.
Asimismo se ha investigado la degradación enzimática de valeronitrilo por parte de Klebsiella oxytoca, bacteria aislada de aguas residuales que contienen cianuros; este organismo es capaz de utilizar diversos nitrilos como única fuente de nitrógeno, siendo el valeronitrilo una fuente óptima de nitrógeno para su crecimiento.

## Síntesis
El valeronitrilo se puede sintetizar por cianuración de 1-bromobutano con cianuro sódico en polvo, empleando un catalizador de transferencia de fase PEG400, sin necesidad de disolvente.
El rendimiento siguiendo este método es del 98%. Utilizando este mismo procedimiento pero con 1-clorobutano, el rendimiento es algo inferior (89%).
Este nitrilo también puede obtenerse a partir del 1-butanol, que se combina con cianuro de tetrabutilamonio en presencia del aducto formado por trifenilfosfina y 2,3-dicloro-5,6-dicianobenzoquinona.
Otra vía de síntesis diferente tiene como precursor la n-pentanaldehído oxima, que reacciona con 8-bromocafeína (8-BC) en presencia de 1,8-diazabiciclo[5.4.0]undec-7-eno (DBU) y N,N-dimetilformamida (DMF).
Del mismo modo el 2-pentenonitrilo puede ser precursor en la síntesis del valeronitrilo; en este caso, la hidrogenación se lleva a cabo con hidrazina hidratada como fuente de hidrógeno, en presencia de un nanocatalizador bimetálico de rodio-cobalto.
Por otra parte, se ha analizado la hidrólisis de valeronitrilo en condiciones supercríticas en relación con la producción de amidas y ácidos, así como para el tratamiento de aguas residuales. Los productos de hidrólisis así obtenidos muestran una buena biodegradabilidad, a diferencia del procedimiento convencional (en condiciones ambientales normales) que requiere grandes cantidades de un ácido o una base mineral.

## Usos
Se ha propuesto la utilización de este dinitrilo en electrolitos no acuosos que forman parte de baterías secundarias de litio, empleadas en dispositivos electrónicos portátiles, teléfonos móviles y fuentes de energía en automóviles.
También se ha empleado como precursor en la síntesis de formilimidazoles, importantes intermediarios para la elaboración de principios activos farmacéuticos que actúan en diuréticos o agentes antihipertensivos.
Se han usado compuestos derivados de este nitrilo (2,3-difenil-valeronitrilos) como herbicidas y reguladores del crecimiento de plantas, por ejemplo para el control de malas hierbas de hoja ancha.

## Precauciones
El valeronitrilo es un compuesto combustible que tiene su punto de inflamabilidad a 38 °C. Al arder puede desprender humos tóxicos conteniendo óxidos de nitrógeno, monóxido de carbono y cianuro de hidrógeno.
Su temperatura de autoignición se alcanza a los 520 °C.
Es una sustancia tóxica si se ingiere y puede provocar irritación en piel y ojos.